# مگان کاوانا
مگان کاوانا (به انگلیسی: Megan Cavanagh) (زاده ۸ نوامبر ۱۹۶۰ ) بازیگر آمریکایی است.
از فیلم‌های معروف او می‌توان به بازی در فیلم با دیدلز آشنا شوید، لیگ خودشان، دراکولا، دختر شایسته اخلاق ۲ و خط صورتی نازک اشاره کرد.